# Großer Preis von Großbritannien 1953
Der Große Preis von Großbritannien 1953 (offiziell 6th RAC British Grand Prix) fand am 18. Juli auf dem Silverstone Circuit in Silverstone statt und war das sechste Rennen der Automobil-Weltmeisterschaft 1953.

## Bericht

### Hintergrund
Nach dem Großen Preis von Frankreich führte Alberto Ascari in der Fahrerwertung mit 14 Punkten vor Mike Hawthorn und mit 15 Punkten vor Luigi Villoresi.
26 Nennungen gingen zum Rennen ein. Bei den favorisierten Teams von Ferrari und Maserati gab es gegenüber dem Grand Prix von Frankreich keine Änderungen. Ascari, Giuseppe Farina, Villoresi und Hawthorn traten für Ferrari an, Juan Manuel Fangio, José Froilán González, Felice Bonetto und Onofre Marimón für Maserati. Beim Heimrennen in England waren auch wieder H.W.M. und Connaught mit zahlreichen Wagen erschienen. Lance Macklin, Peter Collins und Duncan Hamilton fuhren das neueste Modell, während sich Jack Fairman mit einem älteren Wagen zufriedengeben musste. Prinz Bira, Kenneth McAlpine und Roy Salvadori steuerten die Werks-Connaught. Cooper war nur mit einem Werkswagen für Ken Wharton vertreten, die anderen Cooper-Fahrzeuge waren an private Rennställe vermietet oder verkauft.
Seinen ersten und einzigen Grand Prix betritt Jimmy Stewart, der ältere Bruder der späteren Weltmeisters Jackie Stewart.
Mit Ascari, González, Farina, Emmanuel de Graffenried und Villoresi (jeweils einmal) traten fünf ehemalige Sieger zu diesem Grand Prix an.

### Training
Das Training, das weitgehend im Regen stattfand, lief auf das erwartete Duell der Ferrari mit den Maserati hinaus. Ascari sicherte sich die Pole-Position im Ferrari vor dem Maserati González, Hawthorns Ferrari und Fangio im Maserati. Der schnellste Fahrer, der nicht einen dieser beiden Wagen steuerte, war Maurice Trintignant im Gordini, der rund vier Sekunden hinter der Pole-Zeit blieb, aber nur eine Sekunde langsamer war, als der langsamste Maserati (Marimón).

### Rennen
Ascari nutzte seine Pole-Position und ging in Führung. Der beste Start gelang aber Macklin, der vom zwölften Startplatz aus kurzfristig bis auf die sechste Position vorfahren konnte. Die Motorleistung seines H.W.M. reichte aber nicht aus, um auch nur eine einzige Runde an dieser Position zu überstehen – so kam er aus der ersten Runde als zehnter zurück.
In der zweiten Runde ging González an Fangio vorbei und Hawthorn überholte Marimón, nur um gleich darauf in der Woodcote-Kurve von der Strecke abzukommen. Der daraufhin notwendige Inspektionsstopp ergab ein kleines Leck im Benzintank. Bis dies repariert war, war das gesamte Feld vorbei. Ascari und González setzten sich unterdessen etwas vom Feld ab.
In der 17. Runde bekam González die schwarze Flagge gezeigt, die eine Disqualifikation bedeutete. Streckenposten sahen, dass sein Wagen Öl verliere. Bei dem Boxenhalt konnte jedoch kein Ölleck festgestellt werden und so durfte González weiterfahren. Er hatte allerdings zwei Positionen verloren. Ascari führte jetzt vor Fangio, Villoresi und González. Die Reihenfolge blieb unverändert bis zur 66. Runde, als sich Villoresi mit einer gebrochenen Hinterachse aus dem Rennen verabschieden musste. In der gleichen Runde musste auch Marimón mit Motorschaden aufgeben. Da Hawthorn in ebendieser Runde Trintignant überholte, lagen jetzt die italienischen Fahrzeuge jetzt wieder auf den Positionen 1–5 und gingen in unveränderte Reihenfolge so über die Ziellinie.

## Meldeliste
| Team                         | Nr. | Fahrer                  | Chassis            | Motor           | Reifen |
| ---------------------------- | --- | ----------------------- | ------------------ | --------------- | ------ |
| HWM                          | 01  | Lance Macklin           | HWM 53             | Alta 1.5        | D      |
| HWM                          | 02  | Peter Collins           | HWM 53             | Alta 1.5        | D      |
| HWM                          | 03  | Duncan Hamilton         | HWM 53             | Alta 1.5        | D      |
| HWM                          | 04  | Jack Fairman            | HWM 53             | Alta 1.5        | D      |
| Scuderia Ferrari             | 05  | Alberto Ascari          | Ferrari 500        | Ferrari 2.0 L4  | P      |
| Scuderia Ferrari             | 06  | Giuseppe Farina         | Ferrari 500        | Ferrari 2.0 L4  | P      |
| Scuderia Ferrari             | 07  | Luigi Villoresi         | Ferrari 500        | Ferrari 2.0 L4  | P      |
| Scuderia Ferrari             | 08  | Mike Hawthorn           | Ferrari 500        | Ferrari 2.0 L4  | P      |
| Ecurie Rosier                | 09  | Louis Rosier            | Ferrari 500        | Ferrari 2.0 L4  | D      |
| Connaught                    | 10  | Prinz Bira              | Connaught A        | Francis 2.0 L4  | D      |
| Connaught                    | 11  | Kenneth McAlpine        | Connaught A        | Francis 2.0 L4  | D      |
| Connaught                    | 12  | Roy Salvadori           | Connaught A        | Francis 2.0 L4  | D      |
| Rob Walker Racing Team       | 14  | Tony Rolt               | Connaught A        | Francis 2.0 L4  | D      |
| Ecurie Ecosse                | 15  | Ian Stewart             | Connaught A        | Francis 2.0 L4  | D      |
| Ecurie Ecosse                | 18  | Jimmy Stewart           | Cooper T20         | Bristol 2.0 L6  | D      |
| Team Ken Wharton             | 16  | Ken Wharton             | Cooper T23         | Bristol 2.0 L6  | D      |
| Team Bob Gerard              | 17  | Frederic Roberts-Gerard | Cooper T23         | Bristol 2.0 L6  | D      |
| Team R.J. Chase              | 19  | Alan Brown              | Cooper T23         | Bristol 2.0 L6  | D      |
| Atlantic Stable              | 20  | Peter Whitehead         | Cooper T24         | Alta 1.5        | D      |
| Team Tony Crook              | 22  | Anthony Crook           | Cooper T24         | Bristol 2.0 L6  | D      |
| Officine Alfieri Maserati    | 23  | Juan Manuel Fangio      | Maserati A6SSG     | Maserati 2.0 L6 | P      |
| Officine Alfieri Maserati    | 24  | José Froilán González   | Maserati A6SSG     | Maserati 2.0 L6 | P      |
| Officine Alfieri Maserati    | 25  | Felice Bonetto          | Maserati A6SSG     | Maserati 2.0 L6 | P      |
| Officine Alfieri Maserati    | 26  | Onofre Marimón          | Maserati A6SSG     | Maserati 2.0 L6 | P      |
| Team Louis Chiron            | 27  | Louis Chiron            | OSCA 20            | OSCA            | P      |
| Equipe Gordini               | 28  | Harry Schell            | Gordini T16 (1952) | Gordini 2.0 L6  | E      |
| Equipe Gordini               | 29  | Maurice Trintignant     | Gordini T16 (1952) | Gordini 2.0 L6  | E      |
| Equipe Gordini               | 30  | Jean Behra              | Gordini T16 (1952) | Gordini 2.0 L6  | E      |
| Team Emmanuel de Graffenried | 31  | Emmanuel de Graffenried | Maserati A6SSG     | Maserati 2.0 L6 | P      |

## Klassifikation

### Startaufstellung
| Pos. | Fahrer                  | Konstrukteur | Zeit       | Startreihe |
| ---- | ----------------------- | ------------ | ---------- | ---------- |
| 01   | Alberto Ascari          | Ferrari      | 1:48,0     | 1 R        |
| 02   | José Froilán González   | Maserati     | 1:49,0     | 1 LM       |
| 03   | Mike Hawthorn           | Ferrari      | 1:49,2     | 1 RM       |
| 04   | Juan Manuel Fangio      | Maserati     | 1:50,0     | 1 R        |
| 05   | Giuseppe Farina         | Ferrari      | 1:50,5     | 2 L        |
| 06   | Luigi Villoresi         | Ferrari      | 1:51,0     | 2 M        |
| 07   | Onofre Marimón          | Maserati     | 1:51,3     | 2 L        |
| 08   | Maurice Trintignant     | Gordini      | 1:52,0     | 3 R        |
| 09   | Harry Schell            | Gordini      | 1:52,0     | 3 RM       |
| 10   | Tony Rolt               | Connaught    | 1:54,0     | 3 LM       |
| 11   | Ken Wharton             | Cooper       | 1:54,0     | 3 L        |
| 12   | Lance Macklin           | H.W.M.       | 1:57,0     | 4 R        |
| 13   | Kenneth McAlpine        | Connaught    | 1:57,6     | 4 M        |
| 14   | Peter Whitehead         | Cooper       | 1:57,8     | 4 L        |
| 15   | Jimmy Stewart           | Cooper       | 1:58,0     | 5 R        |
| 16   | Felice Bonetto          | Maserati     | 1:58,2     | 5 RM       |
| 17   | Duncan Hamilton         | H.W.M.       | 2:02,0     | 5 LM       |
| 18   | Frederic Roberts-Gerard | Cooper       | 2:02,0     | 5 L        |
| 19   | Prinz Bira              | Connaught    | 2:04,0     | 6 R        |
| 20   | Ian Stewart             | Connaught    | 2:04,0     | 6 M        |
| 21   | Alan Brown              | Cooper       | 2:04,0     | 6 L        |
| 22   | Jean Behra              | Gordini      | 2:04,0     | 7 R        |
| 23   | Peter Collins           | H.W.M.       | 2:05,0     | 7 RM       |
| 24   | Louis Rosier            | Ferrari      | 2:07,0     | 7 LM       |
| 25   | Anthony Crook           | Cooper       | 2:07,4     | 7 L        |
| 26   | Emmanuel de Graffenried | Maserati     | 2:08,0     | 8 R        |
| 27   | Jack Fairman            | H.W.M.       | 2:08,4     | 8 M        |
| 28   | Roy Salvadori           | Connaught    | 2:09,0     | 8 L        |
| 29   | Louis Chiron            | OSCA         | keine Zeit | –          |

## Rennergebnis
| Pos. | Fahrer                  | Konstrukteur | Runden | Zeit        | Start | Schnellste Runde |
| ---- | ----------------------- | ------------ | ------ | ----------- | ----- | ---------------- |
| 01   | Alberto Ascari          | Ferrari      | 90     | 2:50:00     | 01    | 1:50,0           |
| 02   | Juan Manuel Fangio      | Maserati     | 90     | + 1,0       | 04    |                  |
| 03   | Giuseppe Farina         | Ferrari      | 88     | + 2 Runden  | 05    |                  |
| 04   | José Froilán González   | Maserati     | 88     | + 2 Runden  | 02    | 1:50,0           |
| 05   | Mike Hawthorn           | Ferrari      | 87     | + 3 Runden  | 03    |                  |
| 06   | Felice Bonetto          | Maserati     | 82     | + 8 Runden  | 16    |                  |
| 07   | Prinz Bira              | Connaught    | 82     | + 8 Runden  | 19    |                  |
| 08   | Ken Wharton             | Cooper       | 80     | + 10 Runden | 11    |                  |
| 09   | Peter Whitehead         | Cooper       | 79     | + 11 Runden | 14    |                  |
| 10   | Louis Rosier            | Ferrari      | 78     | + 12 Runden | 24    |                  |
| –    | Jimmy Stewart           | Cooper       | 79     | DNF         | 15    |                  |
| –    | Tony Rolt               | Connaught    | 70     | DNF         | 10    |                  |
| –    | Luigi Villoresi         | Ferrari      | 65     | DNF         | 06    |                  |
| –    | Onofre Marimón          | Maserati     | 65     | DNF         | 07    |                  |
| –    | Alan Brown              | Cooper       | 56     | DNF         | 21    |                  |
| –    | Peter Collins           | H.W.M.       | 56     | DNF         | 23    |                  |
| –    | Jack Fairman            | H.W.M.       | 54     | DNF         | 27    |                  |
| –    | Roy Salvadori           | Connaught    | 50     | DNF         | 28    |                  |
| –    | Emmanuel de Graffenried | Maserati     | 34     | DNF         | 26    |                  |
| –    | Lance Macklin           | H.W.M.       | 31     | DNF         | 12    |                  |
| –    | Jean Behra              | Gordini      | 30     | DNF         | 22    |                  |
| –    | Ian Stewart             | Connaught    | 24     | DNF         | 20    |                  |
| –    | Maurice Trintignant     | Gordini      | 14     | DNF         | 08    |                  |
| –    | Duncan Hamilton         | H.W.M.       | 14     | DNF         | 17    |                  |
| –    | Frederic Roberts-Gerard | Cooper       | 8      | DNF         | 18    |                  |
| –    | Harry Schell            | Gordini      | 5      | DNF         | 09    |                  |
| –    | Kenneth McAlpine        | Connaught    | 0      | DNF         | 13    |                  |
| –    | Anthony Crook           | Cooper       | 0      | DNF         | 25    |                  |
| DNS  | Louis Chiron            | OSCA         | –      | –           | –     | –                |

## WM-Stand nach dem Rennen
Die ersten fünf bekamen 8, 6, 4, 3 bzw. 2 Punkte; einen Punkt gab es für die schnellste Runde. Es zählten nur die vier besten Ergebnisse aus acht Rennen. Zahlen in Klammern sind Streichresultate.

### Fahrerwertung
| Pos. | Fahrer                  | Konstrukteur       | Punkte      |
| ---- | ----------------------- | ------------------ | ----------- |
| 01   | Alberto Ascari          | Ferrari            | 33,5 (36,5) |
| 02   | Mike Hawthorn           | Ferrari            | 16          |
| 03   | José Froilán González   | Maserati           | 13,5 (14,5) |
| 04   | Luigi Villoresi         | Ferrari            | 13          |
| 05   | Juan Manuel Fangio      | Maserati           | 13          |
| 06   | Giuseppe Farina         | Ferrari            | 12          |
| 07   | Bill Vukovich           | Kurtis Kraft       | 9           |
| 08   | Art Cross               | Kurtis Kraft       | 6           |
| 09   | Emmanuel de Graffenried | Maserati           | 5           |
| 10   | Onofre Marimón          | Maserati           | 4           |
| 11   | Felice Bonetto          | Maserati           | 2           |
| 12   | Oscar Gálvez            | Maserati           | 2           |
| 13   | Sam Hanks               | Kurtis Kraft       | 2           |
| 14   | Duane Carter            | Kurtis Kraft       | 2           |
| 15   | Jack McGrath            | Kurtis Kraft       | 2           |
| 16   | Maurice Trintignant     | Gordini            | 2           |
| 17   | Fred Agabashian         | Kurtis Kraft       | 1,5         |
| 18   | Paul Russo              | Kurtis Kraft       | 1,5         |
| 19   | Jean Behra              | Gordini            | 0           |
| 20   | Louis Rosier            | Ferrari            | 0           |
| 21   | Harry Schell            | Gordini            | 0           |
| 22   | John Barber             | Cooper             | 0           |
| 23   | Peter Collins           | H.W.M.             | 0           |
| 24   | Prinz Bira              | Connaught          | 0           |
| 25   | Stirling Moss           | Cooper / Connaught | 0           |
| 26   | Alan Brown              | Cooper             | 0           |
| 27   | Ken Wharton             | Cooper             | 0           |

| Pos. | Fahrer                  | Konstrukteur         | Punkte |
| ---- | ----------------------- | -------------------- | ------ |
| 28   | Fred Wacker             | Gordini              | 0      |
| 29   | Frederic Roberts-Gerard | Cooper               | 0      |
| 30   | Johnny Claes            | Connaught / Maserati | 0      |
| 31   | Peter Whitehead         | Cooper               | 0      |
| 32   | Paul Frère              | H.W.M.               | 0      |
| 33   | André Pilette           | Connaught            | 0      |
| 34   | Yves Giraud-Cabantous   | H.W.M.               | 0      |
| 35   | Louis Chiron            | OSCA                 | 0      |
| –    | Robert Manzon           | Gordini              | 0      |
| –    | Carlos Menditéguy       | Gordini              | 0      |
| –    | Adolfo Schwelm-Cruz     | Cooper               | 0      |
| –    | Pablo Birger            | Simca-Gordini        | 0      |
| –    | Kenneth McAlpine        | Connaught            | 0      |
| –    | Roberto Mieres          | Gordini              | 0      |
| –    | Roy Salvadori           | Connaught            | 0      |
| –    | Lance Macklin           | H.W.M.               | 0      |
| –    | Georges Berger          | Simca-Gordini        | 0      |
| –    | Arthur Legat            | Veritas              | 0      |
| –    | Élie Bayol              | OSCA                 | 0      |
| –    | Jimmy Stewart           | Cooper               | 0      |
| –    | Tony Rolt               | Connaught            | 0      |
| –    | Jack Fairman            | H.W.M.               | 0      |
| –    | Ian Stewart             | Connaught            | 0      |
| –    | Duncan Hamilton         | H.W.M.               | 0      |
| –    | Frederic Roberts-Gerard | Cooper               | 0      |
| –    | Anthony Crook           | Cooper               | 0      |